# Mecynoecia clavaeformis
Mecynoecia clavaeformis är en mossdjursart som först beskrevs av Busk 1875.  Mecynoecia clavaeformis ingår i släktet Mecynoecia och familjen Entalophoridae. Inga underarter finns listade i Catalogue of Life.